# Chickasaw National Recreation Area
La Chickasaw National Recreation Area est une zone récréative américaine, classée National Recreation Area, en Oklahoma. Créée le 1er juillet 1902, elle protège 40,06 km2 dans le comté de Murray.